# 심제혁
심제혁(沈帝赫, 1995년 3월 5일 ~ )은 대한민국의 축구 선수로, 포지션은 윙어이다.

## 클럽 경력
FC 서울 유소년 클럽인 오산고등학교를 나왔고, 2014년 신인 드래프트에서 FC 서울에 우선지명되어 팀에 합류하였다. U-20 대표팀에 팀 동료인 윤현오와 차출되기도 하였다. 2014년 4월 30일 FC 서울 선수로서 데뷔전인 FA컵 32강전인 인천 유나이티드와의 경기에서 경기 시작 1분 만에 헤딩골을 넣었다.
2017 시즌 K리그 챌린지 성남 FC로 임대되었으며, 심제혁은 성남에서 23경기에 출전하였다. 공격포인트는 하나도 기록하지 못하였고, 시즌 종료 이후 FC 서울로 복귀하였다.
2018시즌을 앞두고 내셔널리그의 경주 한국수력원자력 축구단으로 이적했다. 2018년 3월 22일 열린 대전 코레일과의 경기에서 경주 입단 이후 첫 골을 기록했다.

## 수상

### 클럽

#### FC서울
- K리그 클래식
  - 우승 1회 : 2016